# Pencak silat

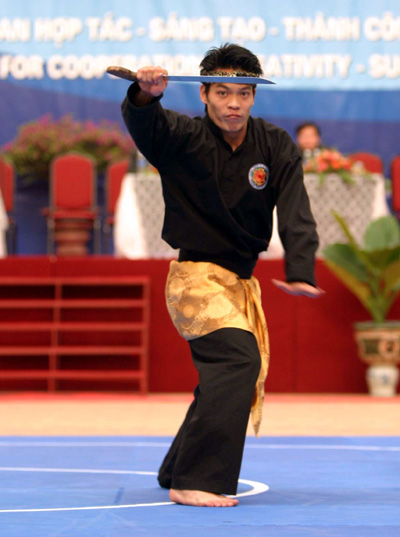

Pencak silat (även pentjak silat eller Silek) är ett samlingsnamn för olika kampformer med ursprung i det malaysiska kulturområdet - Malaysia, Indonesien, Singapore, södra Thailand, södra Filippinerna och Brunei. De utövas ofta tillsammans med en speciell form av musik. Silat är egentligen ett bättre samlingsnamn, då pencak oftast innebär att den specifika silatstilen även omfattar alla de fem klassiska elementen: Kebangan (blomsterdans), Seni (estetisk form), bela diri (självförsvar), Olah raga (tävlingsformen av silat, som liknar karatens Kumite, fast med större fokus på svep) och Harimau (markkamp). Uttrycket pencak används idag för att signalera enbart en silatstil. Andra prefix som Seni, bella diri, pukulan etc. signalerar mer specifikt vilken stil det handlar om. Silatstilar som har sin primära bas utanför Sydostasien avviker dock en del i sina beteckningar. Exempelvis betyder begreppet Harimau tiger, men innebär i silatsammanhang markkamp.

## Stilar
Stilbetecknande begrepp inom Silat är Pukulan, Betawi, Kampung, Kuntao och BuahPukul. 
- Pukulan innebär i grova drag att systemet är slagorienterat.
- Betawi är det gamla namnet på Jakarta och innebär att stilen ursprungligen kommer från Jakarta.
- Kampung betyder "by på landsbygden" och innebär ett ruralt och ofta mindre system.
- Kuntao är ett kinesiskt ord och syftar på att systemet har kinesisk ursprung.
- Buahpukul är en grupp malaysiska silatsystem som i likhet med pukulan ofta är mycket slagbaserade.

Det finns en uppsjö av olika pencak-silatstilar och dessa är väldigt olika beroende på var i det malaysiska kulturområdet man tittar. Slag, svep och vapen används i stor utsträckning. Silat har även en tradition av magiska inslag där motståndare besegras utan någon fysisk kontakt, dock är de magiska inslagen numera sällsynta. I Sydostasien minskar de traditionella silatsystemen idag till förmån för tävlingsinriktad silat. I väst är det framförallt de självförsvarsinriktade stilarna som har vunnit popularitet.

## Klädsel
I väst har sarong blivit populärt som träningsdräkt för utövare. Detta beror i huvudsak på ett missförstånd kring den malaysiska kulturen. I ursprungsländerna kan utövare ibland ses i en traditionell folkdräkt; Bama Malayu - bestående av en skjorta, byxor, sarong och en liten hatt eller annan huvudbonad. Detta är en folkdräkt och något som man endast bär vid särskilda högtider. Samtidigt finns en tradition av att vid högtider förevisa silat och detta kan vara upphov till missförståndet. Som ett resultat av att sarong populariserats i väst har somliga grupper i det malaysiska kulturområdet börjat använda det under träning.